# Acacia calamifolia
Acacia calamifolia är en ärtväxtart som beskrevs av John Lindley. Acacia calamifolia ingår i släktet akacior, och familjen ärtväxter. Inga underarter finns listade i Catalogue of Life.

## Bildgalleri

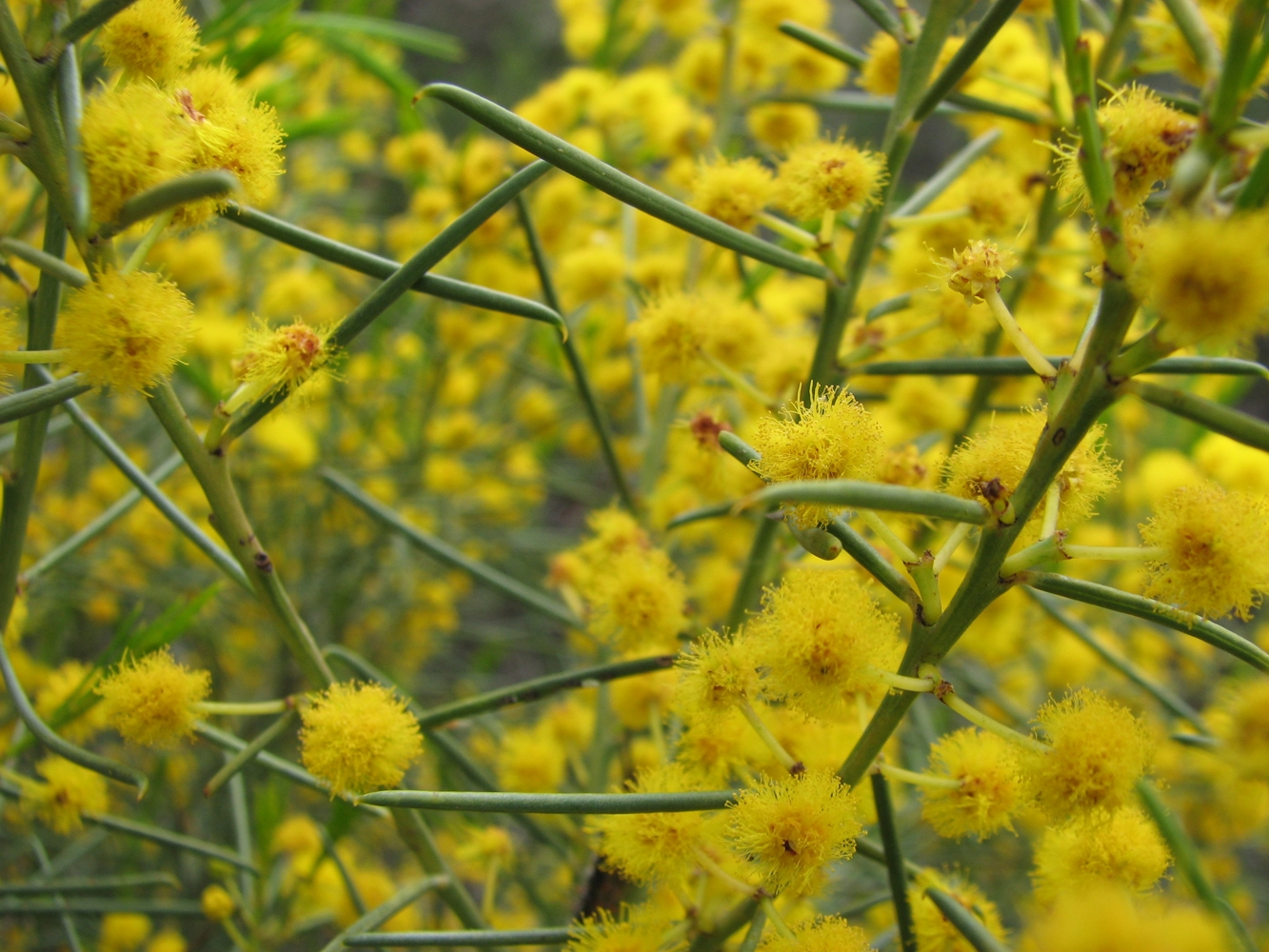